# نصرآباد (جرقویه)
نصرآباد جرقویه(گیوان) شهری است در بخش جرقویه سفلی که در جنوب شرقی شهر اصفهان قرار دارد.این شهر در مسیر جاده شهرضا - ورزنه واقع شده و فاصله آن تا شهر ورزنه ۶۵ کیلومتر است. از مشاهیر این شهر می‌توان به اشرف نصرآبادی جرقویه‌ای اشاره کرد که در سال ۱۳۳۹ وفات یافته و در تخت فولاد مدفون گشته است.
نصراباد جرقویه در ۷۰ کیلومتری اصفهان در جنوب رشته کوه کلاه قاضی واقع شده‌است. قریب به 12هزار نفر طبق سرشماری 1395 جمعیت دارد. اهالی آن به دو دسته تاجیک یا تازیک ( که شغل بیشترشان کشاورزی است) و عشایر که به عرب شهرت دارند تقسیم می‌شوند که اکثریت جمعیت عشایر می‌باشند. شغل غالب مردم کشاورزی و دامپروری می‌باشد.سوغات این شهر کشک،قارا و دیگر لبنیات محلی می باشد. این شهر پرجمعیت ترین شهر شهرستان جرقویه و پر جمعیت ترین شهر عشایر نشین استان اصفهان می باشد.

## زبان و لهجه
زبان مردم نصرآباد فارسی و بیشتر کلمات لری و لهجه آنها شبیه لهجه شهرکردی(دهکردی) می باشد و زبان و لهجه شیرینی دارند.